# أقصري (أقصري)
أقصري هي إحدى مشيخات المملكة المغربية، تتبع جغرافيا لعمالة أكادير إدا وتنان وإداريًا لأقصري. يقدر عدد سكانها بـ 1392 نسمة حسب الإحصاء الرسمي للسكان والسكنى لسنة 2004.